# Изыди!
«Изы́ди!» — советский кинофильм. Первая совместная работа Дмитрия Астрахана и Олега Данилова. Фильм снят по мотивам произведений Шолом-Алейхема, Александра Куприна и Исаака Бабеля. Последний советский фильм, который претендовал на премию «Оскар» в номинации за лучший фильм на иностранном языке (он не попал в число номинированных).

## История создания
Дебютируя в кино, молодой театральный режиссёр из Ленинграда Дмитрий Астрахан вместе со своим постоянным соавтором — драматургом Олегом Даниловым — обратился к еврейской проблеме, столь же популярной в конце 1980-х, как и сталинская тема . По воспоминаниям Астрахана, на фильм стоимостью миллион рублей по ценам того времени на Ленфильме ему выделили 100 тысяч. Остальные 900 тысяч он нашёл через журналиста Владимира Камышева.
Съёмки фильма проходили в селе Букатинка Винницкой области УССР.
Роль трактирщика Никифора стала последней работой актёра Николая Рыбникова в кино. Также в фильме состоялся дебют Ксении Раппопорт.

Когда мне было пятнадцать, я случайно оказалась на съемках фильма Дмитрия Астрахана «Изыди!». Роль у меня была совсем небольшая, зато я отправилась в самую настоящую киноэкспедицию в украинское село Букатинка. Жили мы в пустом пионерлагере, с родителями я обменивались телеграммами и редкими междугородними звонками, и вся эта поездка стала для меня мощным погружением в мир кино, который оказался совсем не таким прекрасным, каким я его представляла, но очень интересным.— Ксения Раппопорт

## Сюжет
В честь своей удачи[уточнить] Мотя Рабинович готовил угощение для всей деревни. Но то и дело перед его внутренним взором возникали видения катящихся по стране погромов. Единственная дочь — перешла в христианство, чтобы выйти замуж за сына сельского старосты. К видениям, мучившим героя, присоединились кадры с грузовиком, в котором под трёхцветным флагом под мрачный вальс двигались к деревне погромщики.
В финале показано, что Мотя с семьёй уезжают со всеми вещами, но в последний момент увидев толпу, идущую в деревню, Рабинович хватает топор и мчится навстречу грузовику-кошмару. Случается чудо — к нему присоединяются мужики, которые вместе с ним идут на смерть.

## В ролях
- Отар Мегвинетухуцеси — Мотя (озвучил Валерий Кравченко)
- Елена Анисимова — Голда
- Тамара Схиртладзе — Сора-Броха
- Татьяна Кузнецова — Бейлка
- Валентин Букин — Трофим
- Владимир Кабалин — Иван
- Александр Лыков — Пётр
- Александр Завьялов — Охрим
- Виктор Бычков — Егор
- Антонина Введенская — Мария
- Виктор Михайлов — урядник
- Николай Рыбников — трактирщик Никифор
- Ксения Раппопорт — Сима
- Владимир Богданов — погромщик
- Юрий Рудченко — руководитель погромщиков
- Анна Лисянская — мать еврейского семейства
- Дмитрий Астрахан — эпизод (нет в титрах)

## Съёмочная группа
- Режиссёр: Дмитрий Астрахан
- Сценаристы: Олег Данилов, Дмитрий Астрахан
- Оператор: Юрий Воронцов
- Композитор: Александр Пантыкин
- Звукорежиссёр: Александр Сысолятин
- Художники: Сергей Коковкин, Мария Петрова

## Номинации и награды
- Кинотавр-91: главный приз «За верность высоким гражданским принципам в эпоху безвременья» конкурса «Кино для избранных»; приз «Перспектива» жюри Гильдии критиков в конкурсе «Кино для избранных»
- Московский международный кинофестиваль 1991: приз «Особое упоминание».
- Международный кинофестиваль в Токио 1991: приз Отару Мегвинетухуцеси за лучшую мужскую роль.
- Премия «Ника»: номинация Отару Мегвинетухуцеси за лучшую мужскую роль.